# Gräddvaxskinn
Gräddvaxskinn (Phlebia diffissa) är en svampart som beskrevs av J. Erikss. & Hjortstam 1981. Gräddvaxskinn ingår i släktet Phlebia och familjen Meruliaceae.  Arten är reproducerande i Sverige. Inga underarter finns listade i Catalogue of Life.